# Antoine Lestra
Antoine Lestra, né le 5 avril 1884 à Lyon et mort le 31 juillet 1963  à Vourles, est un avocat, journaliste et écrivain français.

## Biographie
Né à Lyon le 5 avril 1884, il est le fils de Jean Lestra, avocat, et de Jeanne Couturier, cofondatrice à Lyon de la Ligue des femmes françaises. Il a une soeur Anne-Marie qui épouse le marquis Henri de Villa de Stockalper à Vourles.
Issu de la bourgeoisie catholique lyonnaise, Antoine Lestra appartient au courant monarchiste et antidémocrate du catholicisme intransigeant. D'une culture du XIXe siècle, il a une influence dans les œuvres lyonnaises et notamment dans le domaine du choix scolaire.
Il est un ami proche des princes Sixte et Xavier de Bourbon-Parme qui seront témoins à sont mariage et parrain de sa fille Marie-Madeleine.
Légitimiste, il dénonce la bourgeoisie orléaniste et est un partisan engagé des princes de Bourbon-Parme. Il fréquente le groupe monarchiste Action française qu'il juge trop radical et quitte donc en 1917. 
Il est l'auteur de plusieurs ouvrages dont en 1943 Saint François chez nous avec Paul Claudel, Louis Gillet et Paul Doncoeur.  
Il épousa en premières noces Germaine Jourda de Vaux de Foletier, puis, après la mort de celle-ci, Sabine de Veyrac avec laquelle il eut trois enfants.

## Distinctions
Prix de l'Académie française en 1936 pour son ouvrage sur Antoine Chevrier

## Ouvrages
- Histoire secrète de la Congrégation de Lyon. De la clandestinité à la fondation de la Propagation de la Foi (1801-1831), (coll. « Itinéraires »). — Paris, Nouvelles éditions Latines, 1967. In-8° (14 X 22,5), 367 pages. (Recension dans Revue d'histoire de l'Église de France, tome 55, n°154, 1969. pp. 101-104)

## Décorations
- Croix de guerre 1914–1918
- Croix de guerre 1939–1945
- Chevalier de l'Ordre de Saint Grégoire Le Grand
- Chevalier de l’Ordre de Saint-Sylvestre
- Officier avec Couronne de l’Ordre d'Adolphe de Nassau
- Médaille Benemerenti
- Médaille commémorative de la guerre 1914-1918
- Médaille interalliée 1914-1918